# Xe tăng Mark VI
Mark VI là một dự án xe tăng hạng nặng do Anh phát triển từ Chiến tranh thế giới thứ nhất.

## Lịch sử phát triển
Sau khi lên kế hoạch phát triển Mark I lên xe tăng Mark IV, Ủy ban cung cấp xe tăng (cơ quan lập kế hoạch và kiểm soát việc sản xuất xe tăng của Anh) vào tháng 12 năm 1916 đã ra lệnh phát triển hai loại xe tăng mới: Mark V và Mark VI. Xe tăng Mark V là phiên bản có các tính năng tiên tiến nhất mà vẫn có thể được kết hợp vào khung xe tăng Mark I. Mark VI có nhiệm vụ loại bỏ hoàn toàn vỏ thân cũ, chỉ để lại một số cấu tạo chung của xe tăng cũ.
Ngày 13 tháng 7 năm 1917 Metropolitan, công ty hợp tác với chuyên gia William Tritton, đã sản xuất một mô hình bằng gỗ của cả hai phiên bản. Vì không có bản vẽ thiết kế nào còn tồn tại cho Mark VI, những bức ảnh chụp vào ngày đó (và trước đó, ngày 23 tháng 6 năm 1917, của các mô hình chưa hoàn thành một phần) là nguồn thông tin chính.
Thiết kế của Mark V vẫn rất giống với Mark I. Tuy nhiên, đã có nhiều thay đổi trong chi tiết, trong đó có phần nhô ra với súng máy hình trụ, một phần thân thuôn dài, một cabin lớn hơn và vị trí của súng máy ở phía sau. Thiết kế này cuối cùng đã bị loại bỏ do sự chậm trễ lớn trong quá trình phát triển Mark IV. Chiếc xe tăng cuối cùng được đưa vào sản xuất dưới cái tên này không phải là Mark IV như kế hoạch ban đầu, mà về cơ bản là Mark I. Khi động cơ và hộp số mới được yêu cầu cuối cùng được lắp đặt vào tháng 12 năm 1917, loại xe này đã trở nên nổi tiếng như Mark V.
Thiết kế Mark VI có một phần thân hoàn toàn khác, cao hơn với các rãnh tròn ở mũi  Xe không có tháp pháo nhô ra thực sự; thay thế chúng bằng các cửa bên có vị trí súng máy nhô ra. Vũ khí trang bị chính là một khẩu pháo đơn 57 mm nằm thấp ở phía trước thân xe. Người lái xe phải ngồi trong một tháp pháo hình vuông, lùi xa hơn nhiều, ở các góc đều có một khẩu súng máy. Một trạm quan sát nhô lên dành cho chỉ huy đã được lắp đặt trên tháp pháo. Từ các văn bản còn sót lại, người ta biết rằng thân xe được chia thành các khoang với một bên là phòng máy riêng biệt, một bên là các bánh răng truyền động của cả hai bánh xích, trục truyền động bánh xích của phía đối diện cắt ngang thân xe. Nó là cần thiết để sử dụng các bánh xích rộng hơn (75 cm). Xe phải được bảo vệ bởi lớp giáp 14mm.

## Hủy bỏ sản xuất
Vào tháng 9 năm 1917, Bộ chỉ huy Hoa Kỳ tại Pháp quyết định thành lập một Quân đoàn Thiết giáp Hoa Kỳ riêng biệt gồm 25 tiểu đoàn, trong đó có 5 tiểu đoàn xe tăng hạng nặng, Thiếu tá James A. Drain đã đặt hàng 600 chiếc xe tăng tiên tiến nhất của Anh vào thời điểm đó là Mark VI. Tuy nhiên, điều này gây nguy hiểm cho kế hoạch của Albert Stern, sau đó điều phối sản xuất xe tăng Đồng minh để chế tạo một chiếc xe tăng Anh-Mỹ Mark VIII thông thường. Tháng 12 năm 1917, ông ra lệnh dừng dự án. Thậm chí không có một nguyên mẫu nào được sản xuất.